# Schlacht am Jaxartes
Granikos – Milet – Halikarnassos – Issos – Tyros – Gaugamela – Persische Tore – Jaxartes – Sogdischer Felsen – Fels von Chorienes – Gabai – Hydaspes
In der Schlacht am Jaxartes siegte Alexander der Große im Jahr 329 v. Chr. während seines Feldzugs in Asien über ein Reiterheer der Skythen. Sie fand in der Nähe von Chudschand in Tadschikistan statt.

## Vorgeschichte
An der Jahreswende von 330 auf 329 v. Chr. hatte Alexander mit seinem Heer von Alexandria in Arachosien (Kandahar) kommend den Hindukusch nach Norden überschritten, um darauf in die Landschaft Baktrien einzuziehen. Zu dieser Zeit hatte sich für ihn die Situation sehr kritisch gestaltet. Zum einen war das Heer nach dem schweren Übergang über das zentralasiatische Gebirgsmassiv während der Wintermonate und längeren Phasen der Hunger- und Durststrecken ausgezehrt und weiterhin durch größere Truppenabstellungen zur Provinzsicherung auf fast die Hälfte seiner ursprünglichen Mannesstärke geschrumpft, also auf etwa 25.000 Mann. Die Lage war umso komplizierter, als es sich zur Gänze von Feindesland umgeben sah. In Baktrien regierte Bessos, der sich selbst zum Großkönig erklärt hatte, nachdem er zuvor Dareios III. ermordet hatte. Den Königsmörder zu ergreifen, war Alexanders erklärtes Ziel, doch ging Bessos durch einen Rückzug in den Norden einer Konfrontation aus dem Weg. Bei seiner Verfolgung gelangte Alexander schließlich, den Oxos (Amudarja) überschreitend, in die nördlich an Baktrien angrenzende Provinz Sogdien, deren Statthalter Spitamenes ebenfalls die Unterwerfung verweigerte und einen langwierigen Guerillakrieg gegen Alexander aufnahm. Diesem gelang aber einstweilen die Ergreifung des Bessos und die Einnahme der stark befestigten Stadt Marakanda (Samarqand), der Hauptstadt Sogdiens, von der aus er nun Spitamenes zu bekämpfen gedachte. Hier hatte er auch erstmals Kontakte zum Reitervolk der Skythen aufgenommen, von denen die in Europa und am Aralsee siedelnden Unterstämme diplomatische Missionen zu ihm gesandt hatten.
Etwas weiter im Norden, jenseits des Flusses Jaxartes (Syrdarja), lebte ein Unterstamm der Skythen, die Saken, der wegen seiner Raubzüge eine ständige Bedrohung für Sogdien darstellte. Seine Fürsten waren über die aktuellen Vorgänge in Sogdien gut unterrichtet – einige ihrer Reiterhorden kämpften bereits auf Seiten des Spitamenes – worauf sie nun die Gelegenheit erkannten, mittels eines Sieges über die Makedonen und eine anschließende Ausplünderung der Provinz reiche Beute machen zu können. Am Nordufer des Jaxartes zogen sie ein großes Reiterheer zusammen. Alexander erfuhr in Marakanda von der neu aufziehenden Bedrohung und sah daher einstweilen von einem direkten Zug gegen Spitamenes ab. Stattdessen nahm er mit seinem Heer den Marsch Richtung Jaxartes auf, auf dem er innerhalb von zwei Tagen sieben Städte erobern und zerstören konnte, darunter die in der Nähe des Südufers gelegene Stadt Kyropolis. Sie war die nördlichste Stadt des persischen Reichs in Asien und wurde einst von Kyros II. als Grenzbollwerk gegen die in den weiten Steppen des Nordens lebenden Skythen gegründet. Nach dem Abzug aus Marakanda war im Gegenzug Spitamenes mit seinen Reitertruppen aus der Steppe zurückgekehrt und nahm deren Belagerung auf. Alexander verzichtete allerdings auf eine Umkehr und sandte lediglich eine 2.300 Mann starke Truppe unter Pharnuches aus, die Marakanda entsetzten sollte.

## Die Schlacht
Bevor Alexander die Durchschreitung des Jaxartes aufnahm, um die am Nordufer wartenden Skythen zum Kampf zu stellen, entschloss er sich zunächst am Südufer eine neue Stadt zu gründen, Alexandria Eschatē („die Äußerste, die Entfernteste“), das heutige Chudschand. Sie sollte mit kriegsinvaliden Griechen sowie der einheimischen Bevölkerung der zuvor zerstörten sieben Städte besiedelt und mit einer Schutztruppe versehen werden. Ebenso wie Kyropolis vor ihr sollte sie den Schutz der Nordgrenze des Alexanderreichs gegen die Skythen gewährleisten. Diese beobachteten vom Nordufer aus die Arbeiten an der Stadtmauer und suchten sie durch Pfeilbeschuss zu stören, der allerdings wirkungslos blieb, da die Reichweite ihrer Pfeile nicht über die Breite des Flusses hinausreichte. 
Erst nachdem die Mauern nach siebzehn Tagen Bauzeit für einen wirkungsvollen Schutz der Stadt hoch genug waren, entschloss sich Alexander zum Kampf mit den Skythen. Dazu ließ er alle auffindbaren Boote entlang des Jaxartes requirieren, auf denen seine Krieger alle zugleich über den Fluss setzen sollten. Diese waren zahlreich genug, um den Skythen mehr Ziele zu bieten als deren Feuerkraft bewältigen konnte. Weiterhin ließ Alexander seine Feldartillerie, Ballisten für den direkten Zielbeschuss, am Ufer positionieren, die den Booten Feuerschutz bieten konnten. Denn die Reichweite der Ballisten ragte weit über die von einfachen Bögen hinaus und konnte die Skythen am gegenüberliegenden Ufer erreichen. Ein ähnliches Vorgehen hatte Alexander während seines Balkanfeldzugs (335 v. Chr.) gegen die Illyrer angewandt. Nachdem einer ihrer Anführer unter dem Beschuss getötet wurde, zogen sich die Skythen vom Ufer zurück, sich ihrer Unterlegenheit gegenüber der ihnen unbekannten und weiterentwickelten Artillerie des Gegners bewusst geworden. Damit erlaubten sie das Anlanden Alexanders am Nordufer, der zuerst seine Bogenschützen und Schleuderer von Bord gehen ließ, welche die Skythen auf Distanz halten sollten, als Deckungsschutz für die nachfolgende Kavallerie und Infanterie. 
Nachdem das Heer Alexanders schließlich in Schlachtformation aufgestellt war, ließ Alexander eine Abteilung der berittenen griechischen Söldner und vier Schwadronen der Lanzenreiter als Vorhut vorausreiten, um die zunächst abwartenden Skythen zu einer Attacke zu provozieren. Diese griffen tatsächlich die Vorhut an, ihrer üblichen Taktik des Einkreisens bei gleichzeitigem Pfeilbeschuss folgend. Darauf führte Alexander seine Bogenschützen, Agrianen und Speerwerfer in enger Formation an die bedrängte Vorhut heran, flankiert von drei Abteilungen der Hetairenreiterei und allen berittenen Speerwerfern. Mit der restlichen Kavallerie griff er selbst die Skythen an, die sich ganz auf die Vorhut konzentriert hatten, und zwang sie so ihre Kreisbewegung abzubrechen. Stattdessen ritten sie nun direkt den wartenden Bogenschützen und Speerwerfern entgegen, von denen sie unter Beschuss genommen worden. Zusätzlich von der makedonischen Kavallerie bedrängt, erlitten sie hohe Verluste. Nachdem auch ihr Anführer Satrakes gefallen war, wandten sich die Skythen zur Flucht in ihre Steppe.

## Kampfende
Alexander setzte den fliehenden Skythen einige Zeit lang in ihr Hinterland nach. Allerdings musste er die Verfolgung bald abbrechen und umkehren, weil er von einer schweren Diarrhö befallen wurde, nachdem er Wasser aus dem Jaxartes getrunken hatte. Am Ort seiner Umkehr errichtete er Altäre für die mythischen Wanderheroen Herakles und Dionysos als äußerste Grenzpunkte seines Reiches im Norden der Oikumene. Angeblich hatte er bei seinem Zug in das Skythenland sogar die Steinmale des Dionysos hinter sich gelassen, den er somit übertroffen habe. In jedem Fall hatte er den Welteroberer Kyros II. in den Schatten gestellt, der nur bis zum Jaxartes gekommen war. Zuvor hatte Alexander schon Altäre am Nordufer des Istros (Donau) und dem Westufer des Nils errichtet, wie er dies später auch am Ufer des Hyphasis (Beas) und an der Indusmündung wiederholen sollte.
Nach Alexandria Eschatē zurückgekehrt empfing Alexander in den folgenden Tagen eine Delegation der Skythen, die im Namen ihres Königs um Frieden ersuchte. Auf das Versprechen, nie wieder plündernd in Sogdien einzufallen, ließ Alexander als Geste des Respekts die Gefangenen bedingungslos frei. Etwas später empfing er in Baktrien eine weitere Abordnung, die ihm eine förmliche Allianz und die Ehe mit einer Tochter ihres Königs anboten. Ersteres nahm Alexander an, die Ehe mit der Skythenprinzessin lehnte er aber ab; sie sollte stattdessen mit einem seiner Offiziere verheiratet werden. Es ist möglich, dass diese Begebenheit zur Legendenbildung vom Treffen Alexanders mit der Amazonenkönigin Thalestris beigetragen hat. Für den Rest seines Lebens blieben die Reitervölker Zentralasiens jedenfalls ruhig, erst zur Zeit der hellenistischen Diadochenreiche (Griechisch-Baktrisches Königreich) begannen sie wieder über den Jaxartes in den Süden auszugreifen. 
Nach seiner Auseinandersetzung mit den Skythen wandte sich Alexander wieder der Bekämpfung des Spitamenes zu, der in der Zwischenzeit am Polytimetos (Serafschan) einen vollständigen Sieg über Pharnuches errungen hatte.

## Geographie
Aristobulos, ein Gefährte Alexanders und Teilnehmer seines Zuges, identifizierte den Fluss, der die Grenze zwischen Sogdien und dem Land der skythischen Saken markierte, fälschlicherweise mit dem Tanais, bei dem es sich tatsächlich um den Don handelt, wie erst Strabon erkannte. Diese Verwechslung resultiert aus einer weitgehenden Unkenntnis der antiken Griechen über die geographische Beschaffenheit der eurasischen Landmasse, in welcher der Hindukusch irrigerweise als östlicher Ausläufer des Kaukasusgebirges gesehen wurde. Der Tanais galt als geographische Grenze zwischen Europa und Asien in der nördlichen Oikumene, die Alexander somit unzutreffend erreicht zu haben glaubte. Seine dortige Stadtgründung trug von seinem Standpunkt aus im doppelten Sinn den Beinamen „die Äußerste“.
Der mehrere Jahrhunderte später schreibende Arrian, der sich auch auf Aristobulos als Quelle berief, räumte allerdings mit diesem Irrtum auf, indem er richtigerweise beide Flüsse voneinander zu unterscheiden wusste. Doch benannte auch er den Jaxartes als „östlichen Tanais“ in Unterscheidung zum „westlichen Tanais“ (Don), obwohl ihm auch der Name „Jaxartes“ durch Aristobulos bekannt war. Beide taten diesen Namen aber nur als eine Sprachvariation der lokalen „Barbarenstämme“ für den „östlichen Tanais“ ab. Der Irrtum über die Gleichstellung der beiden Flüsse hielt sich dennoch bis in die römische Geschichtsschreibung hinein aufrecht, wie bei Curtius Rufus und auch bei dem Naturforscher Plinius. Einen anderen Ansatz vertrat Plutarch, dem der Name „Jaxartes“ scheinbar irgendwie geläufig war, doch vermischte er ihn mit dem Oxos zum Fluss „Orexartes“, den er wiederum gänzlich falsch zum Oberlauf des Jaxartes (bei ihm ebenfalls „Tanais“) machte. Beide Flüsse münden tatsächlich im Aralsee und fließen nahezu parallel zueinander durch Zentralasien.